# Teresa Solana i Mir
Teresa Solana i Mir (Barcelona, 15 de maig de 1962) és una escriptora catalana de novel·la negra. És llicenciada en Filosofia i en Filologia clàssica per la Universitat de Barcelona. La seua obra ha estat traduïda a l'anglès, el francès, l'alemany, l'esperanto, l'italià i el castellà.
La seua carrera professional ha estat la traducció, majoritàriament del francès i de l'anglès. En aquest àmbit ha estat directora de l'única casa de traducció de l'Estat espanyol, a Tarassona, entre els anys 1998 i 2004. També és autora de diversos articles i assaigs sobre traducció.
L'any 2006 va publicar la seua primera novel·la, Un crim imperfecte, obra amb què va guanyar el Premi Brigada 21. És la primera història on hi apareixen els investigadors bessons, Eduard i Borja Masdéu. Posteriorment, també ha publicat Drecera al paradís, amb els mateixos protagonistes. El 2010 publicava el seu primer i, fins al moment, únic recull de contes, Set casos de sang i fetge i una història d'amor. L'any 2013 va participar en el Premi Edgar Allan Poe amb el conte Natura quasi morta 41. També ha publicat la novel·la Negres tempestes, on apareix per primer cop la investigadora Norma Forester i amb què va guanyar el III Premi Crims de Tinta. El 2011 va publicar L'hora del zen, novament amb l'editorial Edicions 62 i amb Eduard i Borja com a protagonistes. A principis del 2014 es va publicar la seua setena novel·la, La casa de les papallones, protagonitzada per Norma Forester. Campanades de boda (2016) torna a tenir els bessons investigadors com a protagonistes. Matèria grisa, també enquadrada en el gènere negre, va guanyar el 19è premi Roc Boronat.
La seva darrera novel·la és Octubre i es va editar el 12 d'octubre de 2019 essent la protagonista de nou la investigadora Norma Forester.

## Obra
- Solana, Teresa. Un crim imperfecte.  Edicions 62, 2006, p. 256 (El balancí). ISBN 978-84-297-5880-1.[2]
- Solana, Teresa. Drecera al paradís.  Edicions 62, 2007, p. 288 (El balancí). ISBN 978-84-297-6015-6.[2]
- Solana, Teresa. Set casos de sang i fetge i una història d'amor.  Edicions 62, 2010, p. 152 (El balancí). ISBN 978-84-297-6368-3.[2]
- Solana, Teresa. Negres tempestes.  La Magrana, 2010, p. 224 (La negra). ISBN 978-84-8264-137-9.
- Solana, Teresa. L'hora zen.  Edicions 62, 2011, p. 320 (El balancí). ISBN 978-84-297-6853-4.
- Solana, Teresa. La casa de les papallones.  La Magrana, 2014, p. 240 (La negra). ISBN 978-84-8264-670-1.
- Solana, Teresa. Campanades de boda.  Edicions 62, 2016, p. 208 (El balancí). ISBN 978-84-297-7218-0.[2]
- Solana, Teresa. Matèria grisa.  Ara Llibres, 2017, p. 148 (Amsterdam). ISBN 9788416743001.
- Solana, Teresa. Octubre.  Alrevés, 2019, p. 225 (Crims.cat 45). ISBN 9788417847111.
- Solana, Teresa. Carpe Diem (en català).  Clandestina, 2025, p. 229 (Crims.cat 93). ISBN 9788419627681.